# Premio Gaylactic Spectrum
Los Premios Gaylactic Spectrum (en inglés Gaylactic Spectrum Awards) son otorgados a trabajos de ciencia ficción, fantasía y horror que exploran la temática LGBT de manera positiva. Establecida en 1998, los premios inicialmente fueron presentados por la Gaylactic Network, siendo otorgados por primera vez en 1999. En 2002, los premios fueron entregados por su propia organización llamada Gaylactic Spectrum Awards Foundation.
Las principales categorías de los premios son a la mejor novela, ficción corta, y otras obras. Los ganadores y los nominados son escogidos por un jurado. Una de las autoras más reconocidas, Nicola Griffith ha recibido más premios en general, con tres victorias. Griffith también lleva a cabo de manera conjunta el récord de mayor número de nominaciones junto con Melissa Scott, ambas habiendo recibido cinco nominaciones. Las obras de cualquier formato producido antes de que los premios fueron entregados primero es elegible para ser incluido en el "Hall of Fame" (Salón de la Fama), aunque ningún trabajo ha sido incluido desde el año 2003. La lista de los ganadores de los premios y Salón de la Fama ha sido llamado un "quién es quién de la ciencia ficción" por GLBTQ.com.

## Ganadores

### Lista de premiados
| Año  | Autor(es) / Editor(es) / Director(es)     | Título                                           | Editor / Productor             | Nota                                    | Categoría              | Ref.          |
| ---- | ----------------------------------------- | ------------------------------------------------ | ------------------------------ | --------------------------------------- | ---------------------- | ------------- |
| 1999 | Anne Harris                               | Accidental Creatures                             | Tor                            | Novela                                  | Novela                 | [ 3 ]         |
| 1999 | Stephen Leigh                             | Dark Water's Embrace                             | HarperCollins                  | Novela                                  | Novela                 | [ 3 ]         |
| 1999 | Nicola Griffith & Stephen Pagel           | Bending the Landscape: Science Fiction           | Overlook Press                 | Antología                               | Otras obras            | [ 4 ]         |
| 2000 | Keith Hartman                             | The Gumshoe, the Witch, and the Virtual Corpse   | Meisha Merlin                  | Novela                                  | Novela                 | [ 4 ]         |
| 2000 | Peg Kerr                                  | The Wild Swans                                   | Warner Aspect                  | Novela                                  | Novela                 | [ 4 ]         |
| 2000 | Eleanor Arnason                           | Dapple                                           | Bantam Books Dell Magazines    | in Asimov's SF 09/99                    | Ficción corta          | [ 4 ]         |
| 2000 | Spike Jonze & Charlie Kaufman             | Being John Malkovich                             | USA Films                      | Película                                | Otras obras            | [ 4 ]         |
| 2001 | David Gerrold                             | Jumping Off the Planet                           | Tor Books                      | Novela                                  | Novela                 | [ 5 ]         |
| 2001 | Joss Whedon y más                         | Buffy the Vampire Slayer                         | Fox / Mutant Enemy Productions | Serie de televisión                     | Otras obras            | [ 5 ]         |
| 2002 | Hugh Nissenson                            | The Song of the Earth                            | Algonquin Books                | Novela                                  | Novela                 | [ 6 ]         |
| 2002 | Alexis Glynn Latner                       | Kindred                                          | Overlook Press                 | en Bending the Landscape: Horror        | Ficción corta          | [ 6 ]         |
| 2002 | Nicola Griffith & Stephen Pagel           | Bending the Landscape: Horror                    | Overlook Press                 | Antología                               | Otras obras            | [ 6 ]         |
| 2003 | Laurie J. Marks                           | Fire Logic                                       | Tor Books                      | Novela                                  | Novela                 | [ 7 ]         |
| 2003 | Sarah Monette                             | "Three Letters from the Queen of Elfland"        | Small Beer Press               | Lady Churchill's Rosebud Wristlet #11   | Ficción corta          | [ 7 ]         |
| 2003 | Mark Millar y más                         | The Authority números #28-29                     | DC comics                      | Cómic                                   | Cómic / Novela gráfica | [ 7 ]         |
| 2003 | Judd Winick y más                         | Green Lantern números #153-155, "Hate Crime"     | DC comics                      | Cómic                                   | Cómic / Novela gráfica | [ 7 ]         |
| 2003 | Michael Rowe (ed.)                        | Queer Fear II                                    | Arsenal Pulp Press             | Antología                               | Otras obras            | [ 7 ]         |
| 2004 | Nalo Hopkinson                            | The Salt Roads                                   | Warner Books                   | Novela                                  | Novela                 | [ 8 ] [ 9 ]   |
| 2004 | Barth Anderson                            | "Lark Till Dawn, Princess"                       | Warner Aspect                  | en Mojo: Conjure Stories                | Ficción corta          | [ 8 ] [ 9 ]   |
| 2004 | Tony Kushner                              | Angels in America                                | HBO                            | Serie de televisión                     | Otras obras            | [ 8 ] [ 9 ]   |
| 2004 | Greg Rucka & Michael Lark                 | Gotham Central números #6–10, "Half a Life"      | DC comics                      | Cómic                                   | Otras obras            | [ 8 ] [ 9 ]   |
| 2005 | Laurie J. Marks                           | Earth Logic                                      | Tor Books                      | Novela                                  | Novela                 | [ 10 ]        |
| 2005 | Richard Hall                              | "Country People"                                 | Southern Tier                  | en Shadows of the Night                 | Ficción corta          | [ 10 ]        |
| 2006 | Karin Lowachee                            | Cagebird                                         | Warner Aspect                  | Novela                                  | Novela                 | [ 11 ]        |
| 2007 | Hal Duncan                                | Vellum                                           | Del Rey Books                  | Novela                                  | Novela                 | [ 12 ]        |
| 2007 | David Gerrold                             | "In the Quake Zone"                              | Science Fiction Book Club      | en Down These Dark Spaceways            | Ficción corta          | [ 12 ] [ 13 ] |
| 2007 | Joy Parks                                 | "Instinct"                                       | Arsenal Pulp                   | en The Future Is Queer                  | Ficción corta          | [ 12 ] [ 13 ] |
| 2007 | Christopher Barzak                        | "The Language of Moths"                          | Sovereign Media                | en Realms of Fantasy                    | Ficción corta          | [ 12 ] [ 13 ] |
| 2007 | Richard Labonté & Lawrence Schimel (eds.) | The Future Is Queer                              | Arsenal Pulp                   | Antología                               | Otras obras            | [ 12 ] [ 13 ] |
| 2007 | Russell T Davies y más                    | Torchwood Temporada 1                            | BBC                            | Serie de televisión                     | Otras obras            | [ 12 ] [ 13 ] |
| 2007 | James McTeigue y más                      | V de Vendetta                                    | Warner Bros.                   | Película                                | Otras obras            | [ 12 ] [ 13 ] |
| 2008 | Ginn Hale                                 | Wicked Gentlemen                                 | Blind Eye Books                | Novela                                  | Novela                 | [ 14 ] [ 15 ] |
| 2008 | Joshua Lewis                              | Ever So Much More Than Twenty                    | Lethe Press                    | en So Fey                               | Ficción corta          | [ 14 ] [ 15 ] |
| 2009 | Elizabeth Bear                            | The Stratford Man (Hell and Earth/Ink and Steel) | Roc Books                      | Duología                                | Novela                 |               |
| 2010 | Richard Morgan                            | The Steel Remains                                | Del Rey Books                  | Novela                                  | Novela                 |               |
| 2010 | Hal Duncan                                | The Behold of the Eye                            | Lethe Press                    | en Lone Star Stories/Wilde Stories 2009 | Ficción corta          |               |
| 2010 | Melissa Scott                             | The Rocky Side of the Sky                        | Lethe Press                    | en Periphery                            | Ficción corta          |               |
| 2011 | Kathe Koja                                | Under the Poppy                                  | Small Beer Press               | Novela                                  | Novela                 |               |
| 2012 | J. A. Pitts                               | Honeyed Words                                    | Tor Books                      | Novela                                  | Novela                 |               |

Los títulos resaltados con color fueron los Premios Seleccionados por el Público.

### Salón de la Fama
| Año  | Autor / Editor                 | Título del libro                                                                         | Publicista / Productor      | Tipo                | Ref.   |
| ---- | ------------------------------ | ---------------------------------------------------------------------------------------- | --------------------------- | ------------------- | ------ |
| 1999 | Maureen F. McHugh              | China Mountain Zhang                                                                     | Tor Books                   | Novela              | [ 3 ]  |
| 1999 | Eric Garber & Lyn Paleo (eds.) | Uranian Worlds: A Guide to Alternative Sexuality in Science Fiction, Fantasy, and Horror | G. K. Hall                  | No ficción          | [ 3 ]  |
| 2000 | Nicola Griffith                | Slow River                                                                               | Del Rey Books               | Novela              | [ 16 ] |
| 2000 | Ellen Kushner                  | Swordspoint                                                                              | Tor Books                   | Novela              | [ 16 ] |
| 2000 | Theodore Sturgeon              | The World Well Lost                                                                      | Universe (junio de 1953)    | Ficción corta       | [ 4 ]  |
| 2000 | Donald P. Bellisario           | Quantum Leap episodio "Running for Honor"                                                | Belisarius Productions      | Serie de Televisión | [ 4 ]  |
| 2000 | Richard O'Brien y Jim Sharman  | The Rocky Horror Picture Show                                                            | 20th Century Fox            | Película            | [ 4 ]  |
| 2001 | Arthur C. Clarke               | Imperial Earth                                                                           | Orion Books                 | Novela              | [ 17 ] |
| 2001 | Mary Doria Russell             | The Sparrow & Children of God                                                            | Fawcett Publications        | Novelas             | [ 17 ] |
| 2001 | Francesca Lia Block            | Dangerous Angels también conocido como The Weetzie Bat books                             | HarperCollins               | Series de novelas   | [ 17 ] |
| 2002 | Samuel R. Delany               | Dhalgren                                                                                 | Bantam Books                | Novela              | [ 18 ] |
| 2002 | Joanna Russ                    | The Female Man                                                                           | Bantam Books                | Novela              | [ 18 ] |
| 2002 | Scott Lobdell y más.           | Alpha Flight nº 106                                                                      | Marvel comics               | Libro de cómic      | [ 18 ] |
| 2002 | Geoff Ryman                    | Was                                                                                      | HarperCollins               | Novela              | [ 18 ] |
| 2003 | Suzy McKee Charnas             | The Holdfast Chronicles                                                                  | Ballantine Books, Tor Books | Novela              | [ 7 ]  |
| 2003 | Ursula Le Guin                 | La mano izquierda de la oscuridad                                                        | Ace Books                   | Novela              | [ 7 ]  |
| 2003 | Melissa Scott                  | Shadow Man                                                                               | Tor Books                   | Novela              | [ 7 ]  |
| 2003 | Diane Duane                    | Tale of the Five series también conocido como The Middle Kingdoms                        | Tor Books                   | Novela              | [ 7 ]  |